# Stazione di Tenkūbashi
La stazione di Tenkūbashi (天空橋駅?, Tenkūbashi-eki) è una stazione ferroviaria di Tokyo nel quartiere di Ōta ed è servita dalla monorotaia di Tokyo e dalla linea Keikyū Aeroporto delle Ferrovie Keikyū. La stazione si trova all'interno dell'area aeroportuale dell'Aeroporto internazionale di Tokyo.

## Storia
La stazione sulla sezione della monorotaia fu aperta nel 1964, mentre la linea Keikyū arrivo nel 1993, e a partire dal 2002 accetta anche la carta ricaricabile Suica per il pagamento dei biglietti.

## Linee
Tokyo Monorail Co., Ltd.
● Monorotaia di Tokyo
Ferrovie Keikyū
● Linea Keikyū Aeroporto

## Struttura

### Stazione della monorotaia
La stazione è costituita da due binari sotterranei protetti da porte di banchina con due marciapiedi laterali.
| 1 | ● Monorotaia di Tokyo | per Aeroporto Haneda Terminal 1 e Aeroporto Haneda Terminal 2 |
| 2 | ● Monorotaia di Tokyo | per Ryūtsū Center, Tennōzu Isle e Hamamatsuchō                |

### Stazione delle ferrovie Keikyū
La stazione è costituita da due binari sotterranei con due marciapiedi laterali.
| 1 | ● Linea Keikyū Aeroporto | per Haneda Aeroporto - Terminal internazionale                               |
| 2 | ● Linea Keikyū Aeroporto | per Keikyū Kamata, Shinagawa, Yokohama e servizi diretti sulla linea Asakusa |

## Stazioni adiacenti
| «                                                                    | Servizio                                    | »                                        |
| Monorotaia di Tokyo                                                  | Monorotaia di Tokyo                         | Monorotaia di Tokyo                      |
| -------------------------------------------------------------------- | ------------------------------------------- | ---------------------------------------- |
| Seibijō                                                              | Locale                                      | Aeroporto Haneda edificio internazionale |
| Il rapido e lo Haneda Express non ferma                              |                                             |                                          |
| Linea Keikyū Aeroporto                                               |                                             |                                          |
| Anamori-Inari                                                        | Locale Espresso Aeroporto Espresso Limitato | Aeroporto Haneda Terminal Internazionale |
| L'espresso limitato Airport e l'Espresso Limitato rapido non fermano |                                             |                                          |